# هنتلند
هنتلند (به انگلیسی: Hentland) یک روستا و محله مدنی در بریتانیا است که در هرفوردشر واقع شده‌است. هنتلند ۴۳۶ نفر جمعیت دارد.